# Klausilium

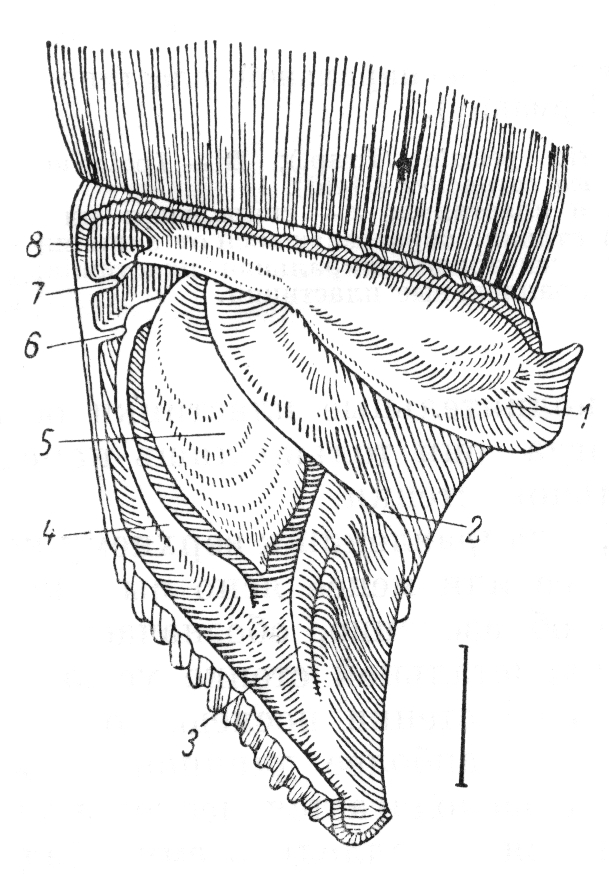
Otwór muszli Alinda biplicata
1 – lamella superior
2 – lamella inferior
3 – lamella subcolumellaris
4 – lunella
5 – clausilium
6 – plica medialis
7 – plica principalis
8 – lamella spiralis

Klausilium (clausilium, claucilium, z łac. claudere – zamykać), nazywane też lunellarium – struktura anatomiczna występująca u ślimaków z rodziny świdrzykowatych (Clausiliidae).
Jest to część aparatu zamykającego otwór muszli. Ma postać wapiennego wieczka w kształcie łopatki i jest przymocowane do kolumienki elastycznym więzadłem. Powstaje dopiero na pewnym etapie rozwoju muszli. W czasie pełzania ślimak umieszcza klausilium w rowku znajdującym się poniżej listewki dolnej (lamella inferior), a po wciągnięciu ciała do muszli klausilium szczelnie zamyka jej otwór w miejscu, gdzie muszla jest najwęższa.
Klausilium chroni mięczaka przed niekorzystnymi warunkami otoczenia i przed drapieżnikami. Przyjmuje się też, że podpiera mięsień wrzeciona muszli i usprawnia wciąganie ciała do muszli.